# Джин-физ
«Джин-физ» (англ. Gin Fizz) — алкогольный коктейль на основе джина, лимонного сока, сахарного сиропа и газированной воды. Входит в число официальных коктейлей Международной ассоциации барменов (IBA), категория «Незабываемые» (англ. Unforgettables). Относится к категории «лонг дринков».

## Состав
Для приготовления коктейля по официальному рецепту Международной ассоциации барменов требуется 45 мл джина, 10 мл сахарного сиропа, 30 мл свежевыжатого лимонного сока и 80 мл газированной воды. Джин, сироп и сок смешиваются в шейкере со льдом, наливаются в стакан и заливаются сверху газированной водой. В качестве гарнира используется долька лимона.